# Krążowniki projektu 68
Krążowniki projektu 68 – radzieckie krążowniki lekkie z okresu zimnej wojny. W kodzie NATO znane pod oznaczeniem Chapayev. Budowa siedmiu okrętów rozpoczęła się w 1939 roku. Dwa okręty znajdujące się w budowie zostały zniszczone przez siły niemieckie w zajętych ukraińskich stoczniach. Budowę pięciu okrętów dokończono po zakończeniu II wojny światowej. Weszły do służby w 1950 roku.

## Historia
Bazując na projekcie krążowników typu Kirow w połowie lat 30. XX wieku radzieccy konstruktorzy opracowali nowy typ krążowników lekkich. Od poprzedników różniły się powiększonymi wymiarami i wypornością. Zamiast 9 dział kalibru 180 mm, zdecydowano się wyposażyć nowe okręty w 12 dział 152 mm. W 1939 roku w związku ze wzrostem napięcia w stosunkach międzynarodowych i wybuchem II wojny światowej rozpoczęto budowę 7 okrętów tego typu w stoczniach bałtyckich i czarnomorskich. Złożono zamówienie na kolejne 4 okręty, planowano także zbudowanie dodatkowych 6. Oddziały niemieckie po zajęciu Ukrainy złomowały dwa znajdujące się na pochylniach okręty.
Po zakończeniu II wojny światowej podjęto prace nad dokończeniem pięciu budowanych okrętów. W ich konstrukcji wprowadzono liczne zmiany związane z najnowszymi trendami w dziedzinie budownictwa okrętowego. Zrezygnowano z uzbrojenia torpedowego i wodnosamolotu, zamontowano najnowsze wyposażenie radiolokacyjne i łącznościowe. Tak zmienione okręty otrzymały oznaczenie Projekt 68K. Jako pierwszy do służby wszedł „Żelezniakow”, 19 kwietnia 1950 roku.

## Zbudowane okręty
| Nazwa       | Stocznia                            | Rozpoczęcie budowy   | Wodowanie            | Wejście do służby | Flota                        | Wycofanie ze służby |
| ----------- | ----------------------------------- | -------------------- | -------------------- | ----------------- | ---------------------------- | ------------------- |
| Frunze      | Stocznia Marynarki w Mikołajowie    | 29 sierpnia 1939     | 31 grudnia 1940      | 15 grudnia 1950   | Flota Czarnomorska           | 1960                |
| Kujbyszew   | Stocznia Marynarki w Mikołajowie    | 31 sierpnia 1939     | 31 stycznia 1941     | 20 kwietnia 1950  | Flota Czarnomorska           | 1965                |
| Czkałow     | Stocznia Bałtycka w Leningradzie    | 31 sierpnia 1939     | 25 października 1947 | 1 listopada 1950  | Flota Bałtycka               | 1981                |
| Czapajew    | Stocznia Bałtycka w Leningradzie    | 8 października 1939  | 28 kwietnia 1946     | 16 maja 1950      | FB, od 1951 Flota Północna   | 1960                |
| Żelezniakow | Stocznia Admiralicji w Leningradzie | 31 października 1939 | 25 czerwca 1941      | 19 kwietnia 1950  | FB, od 1951 FPłn, od 1968 FB | 1976                |